# Lobelia niihauensis
Lobelia niihauensis е вид цъфтящо растение от семейство Камбанкови (Campanulaceae).

## Разпространение
Видът е ендемичен за Хавайските острови. Среща се само на островите Оаху и Кауаи и се смята, че е изсечен от Ниихау.